# Inge Krokann

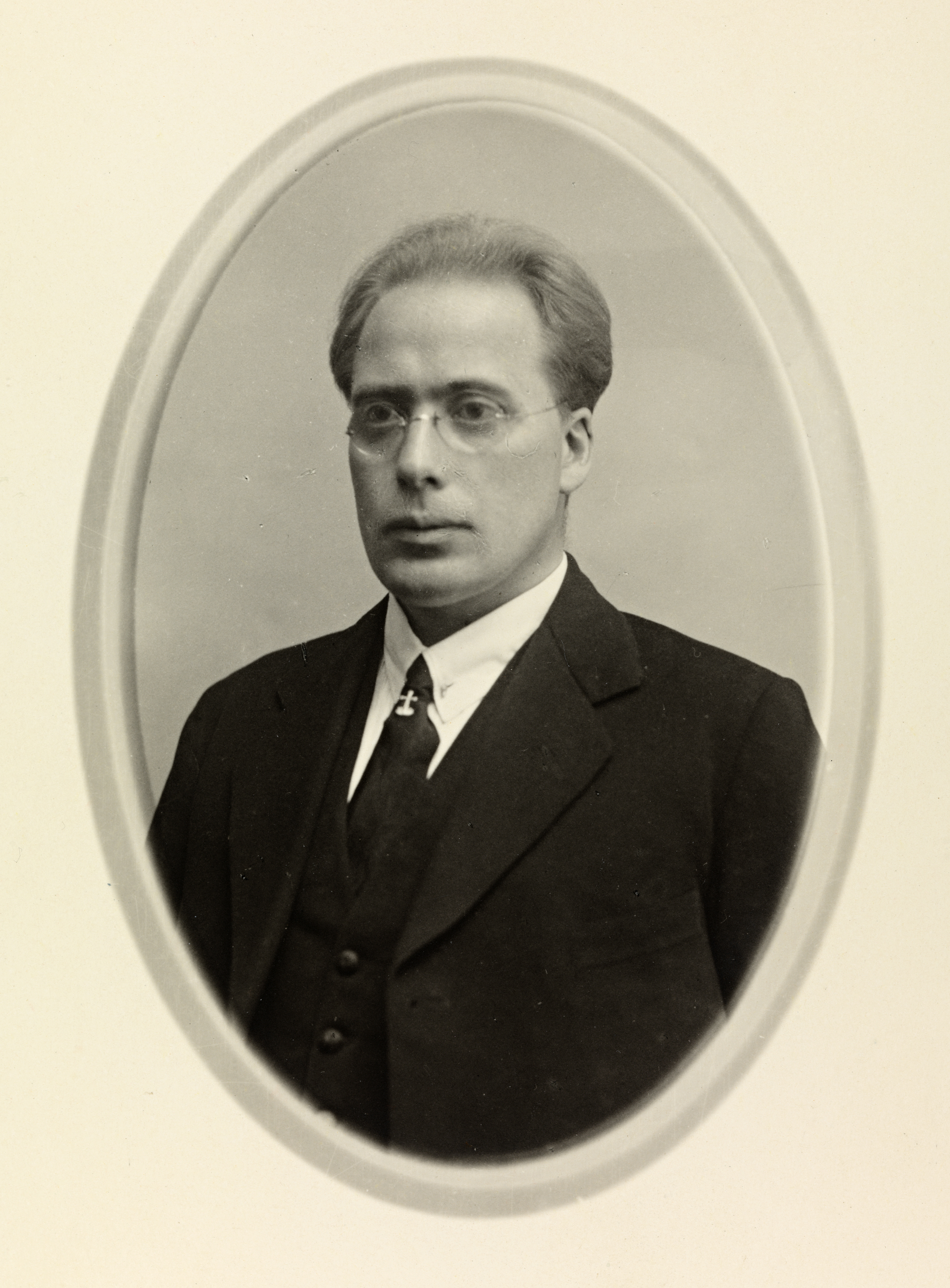
Inge Krokann en 1929.

Inge Krokann, né le 19 août 1893 et mort le 27 septembre 1962, est un écrivain norvégien. Son œuvre la plus célèbre I Dovre Sno (1929), est une histoire épique de la famille Loe au Moyen Âge. En raison de son écriture pleine d’expressions locales, si fortement liée à l'utilisation du dialecte Oppdal et de son idiosyncrasique Nynorsk, ses œuvres sont en grande partie inaccessibles et difficiles à traduire. 

## Biographie
Ingebrikt Krokann naît à Oppdal à Trøndelag, en Norvège. Il est le fils de Trond Jonsson Krokann (1858-1936) et de Dørdi Olsdatter Lo (1859-1933). En 1915, il passe son examen final à Volda lærarskule. Il est d'abord enseignant à l'école pour enfants de Rennebu. Au cours de l'hiver 1917-1918, il obtient une permission pour aller à Askov Folk High School au Danemark, puis suit des cours à Volda. De 1920 à 1923, il enseigne à Skogn Folkhøgskule. Il contracte une tuberculose, mais n'en est jamais complètement rétablit. Il enseigne au nordic folk college de Fredriksberg au Danemark en 1937-1938. Inge Krokann reçoit plusieurs bourses de voyage et visite de nombreux pays d’Europe et d’Afrique. 
Il épouse en 1921 Gunvor Widebæk Lund (1899-1991). Inge Krokann meurt à Gausdal à Oppland, en Norvège. 
Son travail est caractérisé par : 
- Des descriptions vivantes des relations entre l'homme et la nature dans l'environnement difficile autour de son lieu de naissance , Oppdal
- Utilisation efficace et novatrice du dialecte Oppdal et du nynorsk dans ses écrits
- Un fort sens de l'histoire dans son écriture, reliant les époques païenne et chrétienne de l'histoire norvégienne

## Publications
- I Dovre-sno, Gyldendal, 1929.
- Gjenom Fonna, 2 volumes, Gyldendal, 1931.
- Olav Aukrust, 1933.
- På linfeksing, Gyldendal, 1934.
- Blodrøter, Gyldendal, 1936.
- Då bøndene reiste seg, Gyldendal, 1937.
- Det store hamskiftet i bondesamfunnett, Samlaget, 1942
- Under himmelteiknet, Gyldendal, 1944.
- Dikt, Gyldendal, 1947.
- Ut av skuggen, Gyldendal, 1949.
- Gravlagt av lynet, Gyldendal, 1952.
- Oppdal, bygda mi, 1952.

## Prix
- Fonds de dotation de Gyldendal en 1942
- Melsom-prisen en 1942 (avec Ragnvald Vaage )
- Prix Dobloug en 1954